# Caciocavallo di Ciminà
Il caciocavallo di Ciminà è un formaggio italiano riconosciuto come Prodotto Agroalimentare tradizionale.
Il caciocavallo di ciminà è un formaggio semiduro a pasta filata prodotto con latte di vacca e capra e caglio naturale di capretto. La fermentazione può durare alcuni giorni a seconda del meteo. Il risultato dopo essere stato spurgato del siero viene tagliato a fette e filato nell'acqua bollente. Le forme stanno un giorno in salamoia e si appendono ad asciugare acquisendo un colore avorio o paglierino. Se viene prodotto con una breve stagionatura la pasta sarà morbida e bianca. 
La stagionatura dura un mese.